# Lago Tokabalun
Der Lago Tokabalun ist ein See im osttimoresischen Suco Vatuboro (Verwaltungsamt Maubara, Gemeinde Liquiçá), westlich des Ortes Flarsima.
Der See liegt nah an der Küste Timors, an der Sawusee und wurde von den Anwohnern in eine Saline zur Salzgewinnung umgewandelt.